# Douglas Chapman
Douglas Chapman   (Edimburg, 5 de gener de 1955) és un polític escocès, membre del Parlament del Regne Unit pels districtes de Dunfermline i West Fife d'ençà les eleccions generals del 2015. Chapman també és el portaveu defensor del consumidor pel Partit Nacional Escocès. Es va educar a Livingston i West Calder i va ser regidor per Rosyth i North Queensferry ward al ajuntament de Fife durant 9 anys abans d'esdevenir membre del parlament.